# Rosalie Konou
Rosalie Aten Konou é uma advogada marshallina. Primeira mulher advogada nas Ilhas Marshall, ocupou os cargos de chefe do Gabinete de Assistência Jurídica e Procuradora-Geral Assistente.